# Łazar Dobricz
Łazar Iwanow Dobricz (bułg. Лазар Иванов Добрич; ur. 23 czerwca 1881 w Rawno pole, zm. 16 lutego 1970 w Sofii) – bułgarski artysta cyrkowy (akrobata) i pedagog.

## Życiorys
W 1899 uzyskał stypendium państwowe i rozpoczął naukę w szkole politechnicznej we Francji. Tam też dołączył do trupy cyrkowej, kierowanej przez rumuńskiego gimnastyka Dumitrescu. Zadebiutował na scenie 1 października 1897 w Brukseli, by występować w tym zespole do 1901. W 1905 w cyrku berlińskim Schumanna, Dobricz zaprezentował po raz pierwszy swój popisowy numer na trapezie. Przez kolejne 10 lat występował w kilku znanych zespołach cyrkowych (grupy Wolnera, Pierantoniego, Renza, Hamerschmitta). W 1914 współtworzył pierwszą grupę cyrkową w ojczystej Bułgarii.

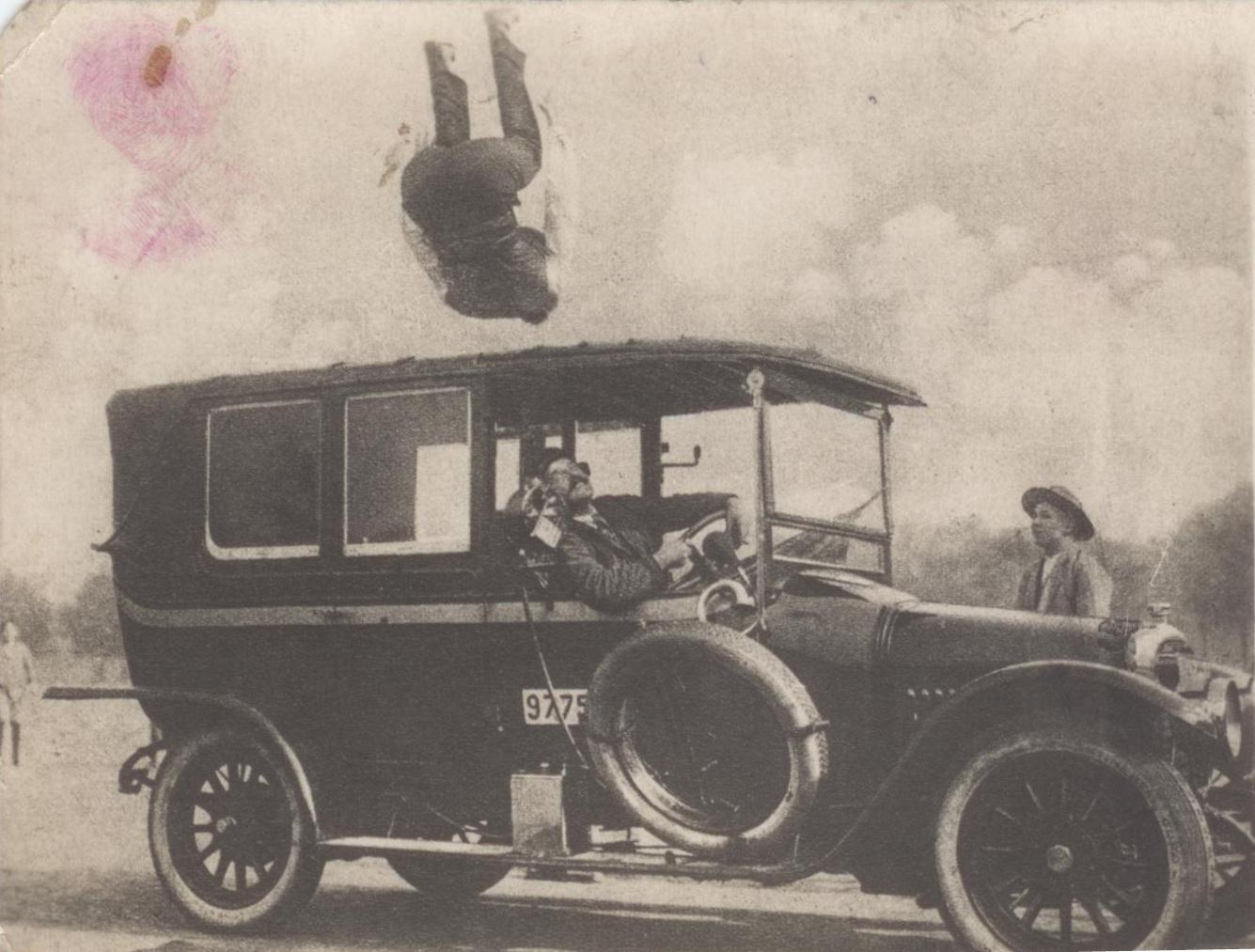
Bordeaux, 1908

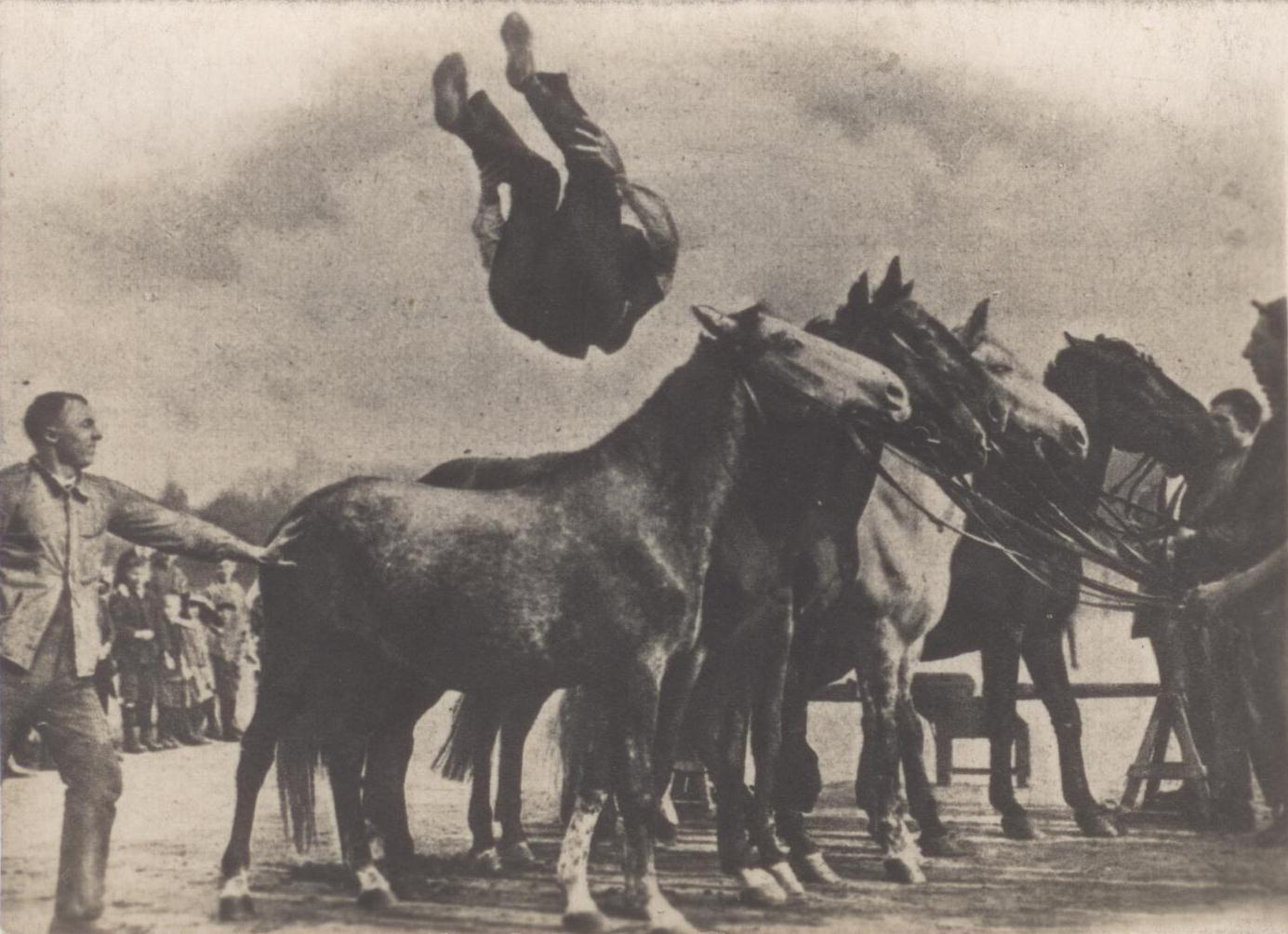
Berlin, 1912

W 1919, wraz z bratem Aleksandrem zakładał w Sofii cyrk Kolosseum, działający do 1926. W tym zespole Dobricz skupił się na pracy pedagogicznej, ucząc młodych adeptów sztuki akrobacji. W 1933 założył cyrk Royal-Dobricz, którym kierował do 1948. W latach 1933–1941 kierował pismem Głos cyrku (bułg Цирков глас)
W 1948 zespoły cyrkowe zostały upaństwowione, w tym cyrk Dobricza. Nadano mu nazwę – Ojczyzna (bułg Родина), a Dobricz otrzymał w nim funkcję dyrektora, którą sprawował do 1956. W latach 1956–1961 pełnił funkcję głównego reżysera w Dyrekcji Cyrków Bułgarskich. Od 1950 poświęcił się działalności pedagogicznej, kształcąc kolejne pokolenia bułgarskich akrobatów i przygotowując dla nich nowe numery. W 1950 został wyróżniony Nagrodą Dymitrowską. Po jego śmierci ukazały się dwie książki, oparte na zachowanych wspomnieniach – Skok śmierci (1971) i Z cyrku w świat (1973).
Brat Łazara, Aleksandyr Iwanow Dobricz także występował w cyrku, jako atleta.